# 日本語論

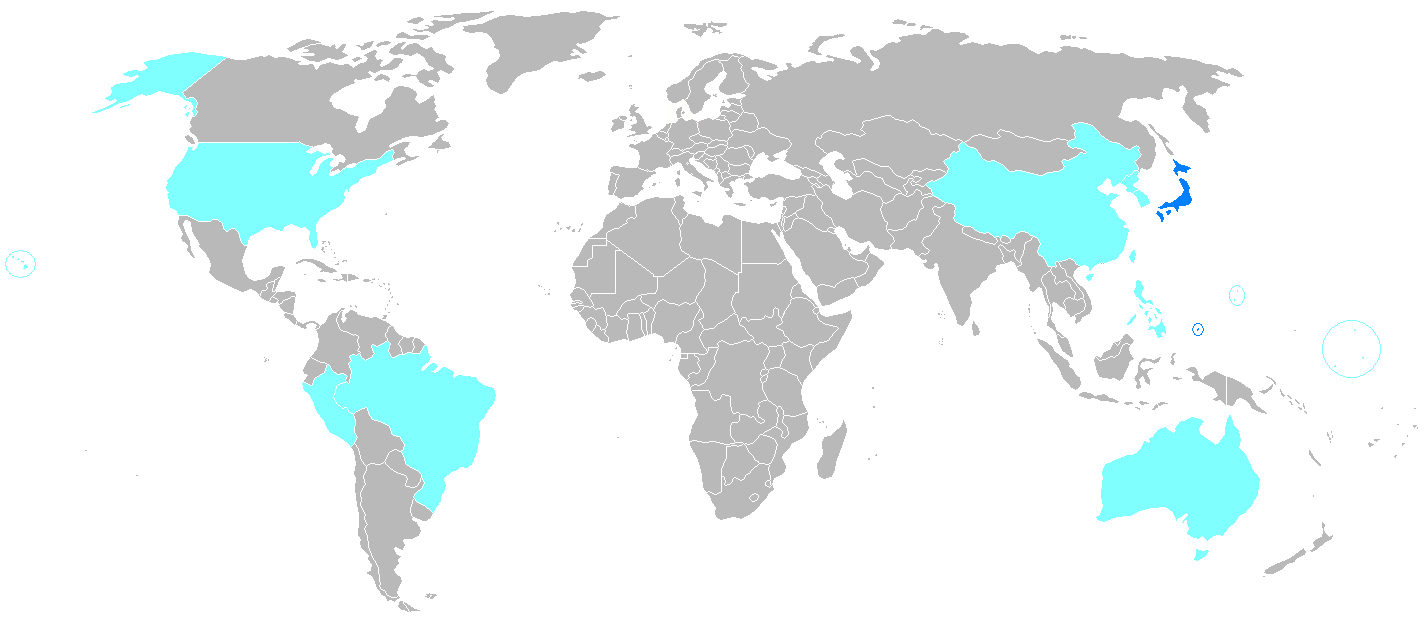
日本語が主要言語または公用語である国や地域
日本語が少数言語として使用される国や地域

日本語論（にほんごろん）とは、日本語の歴史・特性・文化などに関する論考をいう。

## 概要
大きく分けて、日本語それ自体の起源や構造・変遷について論じるものと、日本語と外国語（ひいては、日本人・日本文化と外国人・外国文化）を比較してその異同を論じるものとがある。
後者は、「日本語には他の言語とは異なるいくつかの日本語のみが持つ特有点があり、世界の言語の中でユニークな存在である」といった論旨であることが多い。
このような論は、以下のような理由に拠っている。
1. 日本語は他の言語との類縁関係が立証されていない孤立した言語である。ヨーロッパ諸言語は互いに類似しているが、日本語とは異なっている。
2. 日本語は平仮名・片仮名・漢字という3種類の文字体系を用いる。日本語の表記体系は世界有数の複雑さである。

一方で、言語学的には、日本語は他の言語と同じく、一定の規則に従うなど、他の言語との共通点がある。
1. 文法において膠着語に属する朝鮮語・トルコ語などと共通点がある。
2. 音韻論においてフィンランド語・ハワイ語などと共通点がある。
3. 形態論においてオーストロネシア語族・印欧語族などと共通点がある。

また沖縄県や鹿児島県奄美群島の言葉は、日本語の一方言（琉球方言）とする場合と、日本語と系統を同じくする別言語（琉球語）とし、日本語とまとめて日琉語族とする意見があるが、研究者や機関によって見解が分かれる。（当該記事参照の事）

## 関連著作
- 大野晋『日本語の文法を考える』岩波新書 1978年 ISBN 4-00-420053-9
- ましこ・ひでのり『イデオロギーとしての「日本」―「国語」「日本史」の知識社会学 増補新版』三元社2003年 ISBN 978-4883031221
- 安田敏朗『「国語」の近代史―帝国日本と国語学者たち』中公新書 2006年 ISBN 978-4121018755